# اندیس آنومالی گنج نامه
آنومالی گنج نامه یک اندیس فلزی است که در حوالی شهر تویسرکان استان همدان قرار دارد و مادهٔ معدنی موجود در آن، طلا است.سنگ میزبان این اندیس گرانیت الوند است  